# Campionati del mondo di ciclismo su pista 2016 - Inseguimento individuale femminile
La gara di inseguimento individuale femminile ai Campionati del mondo di ciclismo su pista 2016 si è svolta il 2 marzo 2016.

## Podio
| Pos.    | Atleta               | Nazionalità |
| ------- | -------------------- | ----------- |
| Oro     | Rebecca Wiasak       | Australia   |
| Argento | Małgorzata Wojtyra   | Polonia     |
| Bronzo  | Annie Foreman-Mackey | Canada      |

## Risultati

### Qualificazioni
I migliori due tempi si qualificano alla finale per l'oro, il terzo e il quarto tempo si qualificano alla finale per il bronzo.
| Pos. | Atleta               | Nazione     | Tempo    | Gap     | Note |
| ---- | -------------------- | ----------- | -------- | ------- | ---- |
| 1    | Rebecca Wiasak       | Australia   | 3:31.287 |         | Q    |
| 2    | Małgorzata Wojtyra   | Polonia     | 3:34.519 | +3.232  | Q    |
| 3    | Annie Foreman-Mackey | Canada      | 3:35.694 | +4.407  | q    |
| 4    | Ruth Winder          | Stati Uniti | 3:37.016 | +5.729  | q    |
| 5    | Mieke Kröger         | Germania    | 3:38.002 | +6.715  |      |
| 6    | Élise Delzenne       | Francia     | 3:39.600 | +8.313  |      |
| 7    | Melanie Späth        | Irlanda     | 3:40.030 | +8.743  |      |
| 8    | Beatrice Bartelloni  | Italia      | 3:40.394 | +9.107  |      |
| 9    | Lotte Kopecky        | Belgio      | 3:40.702 | +9.415  |      |
| 10   | Gloria Rodríguez     | Spagna      | 3:41.992 | +10.705 |      |
| 11   | Edita Mazurevičiūtė  | Lituania    | 3:46.051 | +14.764 |      |
| 12   | Pang Yao             | Hong Kong   | 3:49.559 | +18.272 |      |
| 13   | Minami Uwano         | Giappone    | 3:49.788 | +18.501 |      |

### Finali
| Posizione            | Atleta               | Nazione     | Tempo    | Gap    |
| -------------------- | -------------------- | ----------- | -------- | ------ |
| Finale per l'oro     |                      |             |          |        |
| 1                    | Rebecca Wiasak       | Australia   | 3:34.099 |        |
| 2                    | Małgorzata Wojtyra   | Polonia     | 3:41.904 | +6.805 |
| Finale per il bronzo |                      |             |          |        |
| 3                    | Annie Foreman-Mackey | Canada      | 3:36.055 |        |
| 4                    | Ruth Winder          | Stati Uniti | 3:39.902 | +3.857 |